# Ecthymia lemonia
Ecthymia lemonia är en fjärilsart som beskrevs av Emilio Berio 1940. Ecthymia lemonia ingår i släktet Ecthymia och familjen nattflyn. Inga underarter finns listade i Catalogue of Life.